# Peter Townend
Peter Townend (Bilinga, 30 maggio 1953) è un surfista australiano.

## Biografia
Padre di Tosh Townend, skater professionista, è considerato il primo campione del mondo di surf professionistico. Prima di allora infatti la lega principale di surf era semi-professionista, e molti degli atleti erano semplici dilettanti. Nel 1998 è stato introdotto nella Huntington Beach Surf Walk of Fame per il suo impegno in questo sport.